# Pont de Crusell
Le pont de Crusell (finnois : Crusellinsilta) est un pont à haubans du quartier Länsisatama d'Helsinki en Finlande. 

## Présentation
Le pont de Crusell traverse la baie appelée Ruoholahti, d'environ 125 mètres de large.
Le pont relie les sections de Ruoholahti et Jätkäsaari et a été inauguré le 14 juin 2011.
Le pont est un pont à haubans de 173,5 mètres de long est utilisé pour la circulation douce, la circulation automobile et par la ligne de tram 8.

## Structure
Le pont est un pont à haubans asymétrique avec deux ouvertures. Sa longueur totale est de 173,5 mètres, le hauban principal est de 92 mètres, le hauban du côté de Jätkäsaari est de 51,5 mètres et la largeur du pont est de 24,8 mètres.
Le pont a des voies de circulation légère de chaque côté, deux voies pour le trafic automobile et des voies de tramway dans les deux sens au milieu. 
Le pylône incliné est en acier et son sommet est à 49 mètres de la surface de la mer.
La structure porteuse du pont est une dalle de béton tendu.

## Étymologie
Le pont de Crusell porte le nom du compositeur et clarinettiste finlandais Bernhard Henrik Crusell.

## Galerie

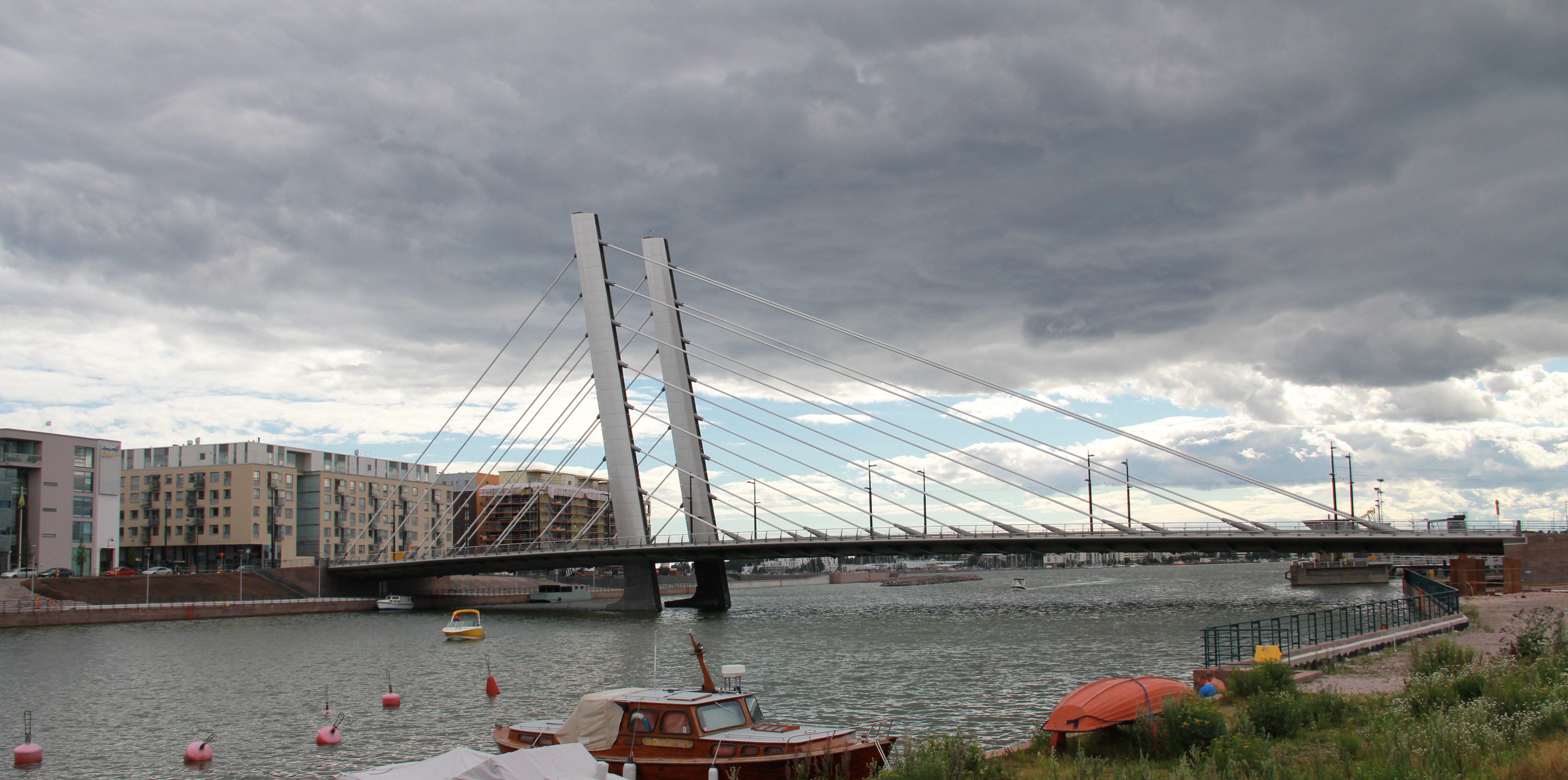
Le pont en 2012.

## Prix
- Pont de l'année, 2013